# Ватендорф
Ватендорф (њем. Wattendorf) општина је у њемачкој савезној држави Баварска. Једно је од 36 општинских средишта округа Бамберг. Према процјени из 2010. у општини је живјело 696 становника. Посједује регионалну шифру (AGS) 9471209.

## Географски и демографски подаци
Ватендорф се налази у савезној држави Баварска у округу Бамберг. Општина се налази на надморској висини од 530 метара. Површина општине износи 22,2 km². У самом мјесту је, према процјени из 2010. године, живјело 696 становника. Просјечна густина становништва износи 31 становника/km².